# Emma Outratová
Emma Outratová, geborene Čepková, (* 4. September 1914 in Pilsen; † 26. Mai 2000 in Prag) war eine tschechoslowakische Tennisspielerin.

## Leben
Emma Čepková war die Tochter von Vlastislav und Frida. Ein Bruder ihrer Mutter, Pavel Macenauer, Teilnehmer der Tenniswettbewerbe der Olympischen Spiele 1924, trainierte sie. Ihr Vater starb schon 1933. Noch als Juniorin gewann sie 1934 die Internationalen Tennismeisterschaften von Jugoslawien. 1935 nahm sie als erste Tschechin an einem der später Grand-Slam genannten Turniere, den Internationalen französischen Tennismeisterschaften, teil, wo sie im Einzel in der ersten Runde ausschied. Im selben Jahr spielte sie auch in Wimbledon, wo sie im Einzel erst im Achtelfinale knapp mit 6:4, 4:6, 2:6 an der späteren Siegerin Helen Wills Moody scheiterte und im Mixed an der Seite von Roderich Menzel ebenfalls das Achtelfinale erreichte. 1935 stand sie auch im Finale des Turniers von Kensington. 1934 und 1935 stand sie auf Platz drei der tschechoslowakischen Rangliste.
1935 heiratete sie den damaligen Vertriebsleiter der Brünner Zbrojovka-Werke Eduard Outrata. In der Folge kamen die Kinder Edvard (1936), Lydia (1944) und Jan zur Welt. An größeren Turnieren nahm sie offenbar nicht mehr teil.

## Trivia
In der Zigarettenbilder-Sammelreihe 50 Famous Tennis Players in Action von John Players & Sons von 1936 war ihr ein Bild gewidmet, das sie beim Ausführen eines Rückhand-Treibschlages zeigt.